# Nieuw Baarnstraat 89
Het pand Nieuw Baarnstraat 89 is een gemeentelijk monument in de Nieuw Baarnstraat in Baarn in de provincie Utrecht.
Het pand werd gebouwd tussen 1890 en 1900 door en voor bouwkundige en aannemer J.D.F. van der Veen. Tegen het rechter deel van de gevel is een serre met gietijzeren stijlen aangebouwd. Daarboven geeft een dubbele balkondeur toegang tot het balkon. Ook boven de voordeur is een balkondeur, maar het balkon ontbreekt.
Het pand heeft decoratief metselwerk van gele steen boven de vensters.